# Lijst van medaillewinnaars op de Olympische Winterspelen 1972
Deze pagina geeft een totaal overzicht van de medaillewinnaars op de Olympische Winterspelen 1972 in Sapporo, Japan. Hierbij is de indeling alfabetisch gerangschikt op basis van de zeven olympische sporten en binnen de sporten op discipline.

## Biatlon
Mannen
| Onderdeel                  | Goud | Goud                                                       | Zilver | Zilver                                                   | Brons | Brons                                                         |
| -------------------------- | ---- | ---------------------------------------------------------- | ------ | -------------------------------------------------------- | ----- | ------------------------------------------------------------- |
| 20 kilometer               | NOR  | Magnar Solberg                                             | GDR    | Hansjörg Knauthe                                         | SWE   | Lars-Göran Arwidson                                           |
| 4x 7,5 kilometer estafette | URS  | Aleksandr Tichonov Rinnat Safin Ivan Biakov Viktor Mamatov | FIN    | Esko Saira Juhani Suutarinen Heikki Ikola Mauri Röppänen | GDR   | Hansjörg Knauthe Joachim Meischner Dieter Speer Horst Koschka |

## IJshockey
| Onderdeel | Goud | Goud | Zilver | Zilver | Brons | Brons |
| --------- | --- | --- | --- | --- | --- | --- |
| Mannen    | Sovjet-Unie Vladislav Tretjak Aleksandr Pasjkov Vitali Davydov Viktor Koezkin Aleksandr Ragoelin Gennadi Tsygankov Vladimir Loetsjenko Valeri Vasiljev Igor Romisjevski Jevgeni Misjakov Aleksandr Maltsev Aleksandr Jakoesjev Vladimir Vikoelov Anatoli Firsov Valeri Charlamov Joeri Blinov Boris Michajlov Vladimir Petrov Vladimir Sjadrin Jevgeni Zimin | Sovjet-Unie Vladislav Tretjak Aleksandr Pasjkov Vitali Davydov Viktor Koezkin Aleksandr Ragoelin Gennadi Tsygankov Vladimir Loetsjenko Valeri Vasiljev Igor Romisjevski Jevgeni Misjakov Aleksandr Maltsev Aleksandr Jakoesjev Vladimir Vikoelov Anatoli Firsov Valeri Charlamov Joeri Blinov Boris Michajlov Vladimir Petrov Vladimir Sjadrin Jevgeni Zimin | Verenigde Staten Mike Curran Gordy Sears Wally Olds Tom Mellor Frank Sanders Jim McElmury Charles Brown Dick McGlynn Ron Naslund Robbie Ftorek Stu Irving Kevin Ahearn Henry Boucha Craig Sarner Tim Sheehy Keith Christiansen Mark Howe | Verenigde Staten Mike Curran Gordy Sears Wally Olds Tom Mellor Frank Sanders Jim McElmury Charles Brown Dick McGlynn Ron Naslund Robbie Ftorek Stu Irving Kevin Ahearn Henry Boucha Craig Sarner Tim Sheehy Keith Christiansen Mark Howe | Tsjecho-Slowakije Vladimír Dzurilla Jiří Holeček Vladimír Bednář Rudolf Tajcnár Oldřich Machač František Pospíšil Josef Horešovský Karel Vohralík Václav Nedomanský Jiří Holík Jaroslav Holík Jiří Kochta Eduard Novák Richard Farda Josef Černý Vladimír Martinec Ivan Hlinka Bohuslav Šťastný | Tsjecho-Slowakije Vladimír Dzurilla Jiří Holeček Vladimír Bednář Rudolf Tajcnár Oldřich Machač František Pospíšil Josef Horešovský Karel Vohralík Václav Nedomanský Jiří Holík Jaroslav Holík Jiří Kochta Eduard Novák Richard Farda Josef Černý Vladimír Martinec Ivan Hlinka Bohuslav Šťastný |

## Rodelen
| Onderdeel | Goud | Goud                             | Zilver | Zilver                         | Brons | Brons                                 |
| --------- | ---- | -------------------------------- | ------ | ------------------------------ | ----- | ------------------------------------- |
| Mannen    | GDR  | Wolfgang Scheidel                | GDR    | Harald Ehrig                   | GDR   | Wolfram Fiedler                       |
| Vrouwen   | GDR  | Anna-Maria Müller                | GDR    | Ute Rührold                    | GDR   | Margit Schumann                       |
| Dubbels   | ITA  | Paul Hildgartner Walter Plaikner | GDR    | Horst Hörnlein Reinhard Bredow | GDR   | Klaus-Michael Bonsack Wolfram Fiedler |

## Schaatssporten

### Kunstrijden
| Onderdeel | Goud | Goud                          | Zilver | Zilver                              | Brons | Brons                      |
| --------- | ---- | ----------------------------- | ------ | ----------------------------------- | ----- | -------------------------- |
| Mannen    | TCH  | Ondrej Nepela                 | URS    | Sergej Tsjetveroechin               | FRA   | Patrick Péra               |
| Vrouwen   | AUT  | Beatrix Schuba                | CAN    | Karen Magnussen                     | USA   | Janet Lynn                 |
| Paren     | URS  | Irina Rodnina Aleksej Oelanov | URS    | Ljoedmila Smirnova Andrej Soerajkin | GDR   | Manuela Groß Uwe Kagelmann |

### Langebaanschaatsen
Mannen
| Onderdeel | Goud | Goud          | Zilver | Zilver        | Brons | Brons           |
| --------- | ---- | ------------- | ------ | ------------- | ----- | --------------- |
| 500 m     | FRG  | Erhard Keller | SWE    | Hasse Börjes  | URS   | Valeri Moeratov |
| 1500 m    | NED  | Ard Schenk    | NOR    | Roar Grønvold | SWE   | Göran Claeson   |
| 5000 m    | NED  | Ard Schenk    | NED    | Roar Grønvold | NOR   | Sten Stensen    |
| 10 000 m  | NED  | Ard Schenk    | NOR    | Kees Verkerk  | NOR   | Sten Stensen    |

Vrouwen
| Onderdeel | Goud | Goud              | Zilver | Zilver               | Brons | Brons                |
| --------- | ---- | ----------------- | ------ | -------------------- | ----- | -------------------- |
| 500 m     | USA  | Anne Henning      | URS    | Vera Krasnova        | URS   | Ljoedmila Titova     |
| 1000 m    | FRG  | Monika Pflug      | NED    | Atje Keulen-Deelstra | USA   | Anne Henning         |
| 1500 m    | USA  | Dianne Holum      | NED    | Stien Baas-Kaiser    | NED   | Atje Keulen-Deelstra |
| 3000 m    | NED  | Stien Baas-Kaiser | USA    | Dianne Holum         | NED   | Atje Keulen-Deelstra |

## Skisporten

### Alpineskiën
Mannen
| Onderdeel    | Goud | Goud                      | Zilver | Zilver           | Brons | Brons            |
| ------------ | ---- | ------------------------- | ------ | ---------------- | ----- | ---------------- |
| Afdaling     | SUI  | Bernhard Russi            | SUI    | Roland Collombin | AUT   | Heinrich Messner |
| Reuzenslalom | ITA  | Gustav Thöni              | SUI    | Edmund Bruggmann | SUI   | Werner Mattle    |
| Slalom       | ESP  | Francisco Fernández Ochoa | ITA    | Gustav Thöni     | ITA   | Rolando Thöni    |

Vrouwen
| Onderdeel    | Goud | Goud               | Zilver | Zilver             | Brons | Brons            |
| ------------ | ---- | ------------------ | ------ | ------------------ | ----- | ---------------- |
| Afdaling     | SUI  | Marie-Theres Nadig | AUT    | Annemarie Pröll    | USA   | Susan Corrock    |
| Reuzenslalom | SUI  | Marie-Theres Nadig | AUT    | Annemarie Pröll    | AUT   | Wiltrud Drexel   |
| Slalom       | USA  | Barbara Cochran    | FRA    | Danielle Debernard | FRA   | Florence Steurer |

### Langlaufen
Mannen
| Onderdeel                 | Goud | Goud                                                               | Zilver | Zilver                                             | Brons | Brons                                               |
| ------------------------- | ---- | ------------------------------------------------------------------ | ------ | -------------------------------------------------- | ----- | --------------------------------------------------- |
| 15 kilometer              | SWE  | Sven-Åke Lundbäck                                                  | URS    | Fjodor Simasjov                                    | NOR   | Ivar Formo                                          |
| 30 kilometer              | URS  | Vjatsjeslav Vedenin                                                | NOR    | Pål Tyldum                                         | NOR   | Johannes Harviken                                   |
| 50 kilometer              | NOR  | Pål Tyldum                                                         | NOR    | Magne Myrmo                                        | URS   | Vjatsjeslav Vedenin                                 |
| 4x 10 kilometer estafette | URS  | Vladimir Voronkov Joeri Skobov Fjodor Simasjov Vjatsjeslav Vedenin | NOR    | Oddvar Brå Pål Tyldum Ivar Formo Johannes Harviken | SUI   | Alfred Kälin Albert Giger Alois Kälin Eduard Hauser |

Vrouwen
| Onderdeel                | Goud | Goud                                                     | Zilver | Zilver                                         | Brons | Brons                                          |
| ------------------------ | ---- | -------------------------------------------------------- | ------ | ---------------------------------------------- | ----- | ---------------------------------------------- |
| 5 kilometer              | URS  | Galina Koelakova                                         | FIN    | Marjatta Kajosmaa                              | TCH   | Helena Šikolová                                |
| 10 kilometer             | URS  | Galina Koelakova                                         | URS    | Alevtina Oljoenina                             | FIN   | Marjatta Kajosmaa                              |
| 3x 5 kilometer estafette | URS  | Ljoebov Moechatsjeva Alevtina Oljoenina Galina Koelakova | FIN    | Helena Takalo Hilkka Kuntola Marjatta Kajosmaa | NOR   | Inger Aufles Åslaug Dahl Berit Mørdre-Lammedal |

### Noordse combinatie
| Onderdeel | Goud | Goud           | Zilver | Zilver          | Brons | Brons           |
| --------- | ---- | -------------- | ------ | --------------- | ----- | --------------- |
| Mannen    | GDR  | Ulrich Wehling | FIN    | Rauno Miettinen | GDR   | Karl-Heinz Luck |

### Schansspringen
| Onderdeel           | Goud | Goud             | Zilver | Zilver         | Brons | Brons          |
| ------------------- | ---- | ---------------- | ------ | -------------- | ----- | -------------- |
| Normale schans 70 m | JPN  | Yukio Kasaya     | JPN    | Akitsugu Konno | JPN   | Seiji Aochi    |
| Grote schans 90 m   | POL  | Wojciech Fortuna | SUI    | Walter Steiner | GDR   | Rainer Schmidt |

## Sleesporten

### Bobsleeën
| Onderdeel | Goud | Goud                                                     | Zilver | Zilver                                                                | Brons | Brons                                                                    |
| --------- | ---- | -------------------------------------------------------- | ------ | --------------------------------------------------------------------- | ----- | ------------------------------------------------------------------------ |
| 2-mansbob | FRG  | Wolfgang Zimmerer Peter Utzschneider                     | FRG    | Horst Floth Pepi Bader                                                | SUI   | Jean Wicki Edy Hubacher                                                  |
| 4-mansbob | SUI  | Jean Wicki Hans Leutenegger Werner Camichel Edy Hubacher | ITA    | Nevio De Zordo Adriano Frassinelli Corrado Dal Fabbro Gianni Bonichon | FRG   | Wolfgang Zimmerer Stefan Gaisreiter Walter Steinbauer Peter Utzschneider |